# Фрейзер, Хью (хоккеист на траве)
Хью Томсон Фрейзер (англ. Hew Thomson Fraser; 25 июля 1877, Глазго, Ланаркшир — 11 августа 1938, Датхил) — шотландский хоккеист на траве, полевой игрок. Бронзовый призёр летних Олимпийских игр 1908 года.

## Биография
Хью Фрейзер родился 25 июля 1877 года в британском городе Глазго.
Играл в хоккей на траве за «Эдинбург».
В 1908 году вошёл в состав сборной Шотландии по хоккею на траве на летних Олимпийских играх в Лондоне и завоевал бронзовую медаль, которая пошла в зачёт Великобритании. Играл в поле, провёл 2 матча, мячей не забивал.
В 1920 году переехал в Лондон, работал страховым брокером.
В 1929—1938 годах был кандидатом в депутаты от Либеральной партии в графстве Мидлсекс. На всеобщих выборах 1929 года занял 2-е место в округе Вуд-Грин (28,7%), в 1935 году — 3-е (13,2%).
Умер 11 августа 1938 года в британской деревне Датхил.